# Cercanías
Cercanías är spanska och betyder förorter eller ytterområden. Det är även beteckningen för de spanska pendeltågsnäten. Cercanías sköter närtrafiken åt det spanska statliga järnvägsbolaget RENFE på 11 olika pendeltågsnät. Det största näten ligger i Barcelona medan det mest trafikerade ligger i Madrid. Planer finns på att öppna en linje i Zaragoza till Expo 2008.

## Lista över pendeltågsnät
- Cercanías Asturias

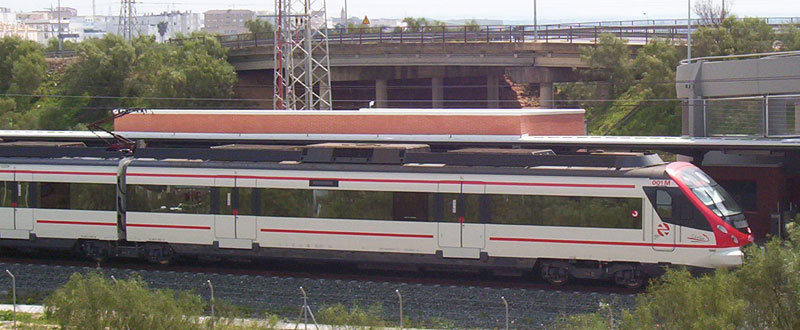
Cercanías Vagn.

- Rodalies Barcelona (Rodalies de Catalunya)
- Cercanías Bilbao
- Cercanías Cádiz
- Cercanías Madrid
- Cercanías Málaga
- Cercanías Murcia/Alicante
- Cercanías Santander
- Cercanías San Sebastián
- Cercanías Sevilla
- Cercanías Valencia